# هارفي ستيفنز
هارفي ستيفنز (بالإنجليزية: Harvey Stephens)‏ هو ممثل أمريكي، ولد في 21 أغسطس 1901 بلوس أنجلوس في الولايات المتحدة، وتوفي في 22 ديسمبر 1986 في الولايات المتحدة.

## أعمال

### أفلام
- (1941) الرقيب يورك
- (1959) الوطواط
- (1959) شمالا إلى الشمال الغربي

## ترشيحات
- جائزة غولدن غلوب للنجم الصاعد، عن عمل: الطالع (1976)

## وصلات خارجية
- هارفي ستيفنز على موقع IMDb (الإنجليزية)
- هارفي ستيفنز على موقع ألو سيني (الفرنسية)
- هارفي ستيفنز على موقع أول موفي (الإنجليزية)
- هارفي ستيفنز على موقع قاعدة بيانات برودواي على الإنترنت (الإنجليزية)
- هارفي ستيفنز على موقع قاعدة بيانات الأفلام السويدية (السويدية)
- هارفي ستيفنز على موقع قاعدة بيانات الفيلم (الإنجليزية)
- هارفي ستيفنز على موقع كينوبويسك (الروسية)